# 佐佐木舜一
佐佐木舜一（1888年—1960年9月26日）是日本植物學者，大分縣人，致力於臺灣植物的調查研究及標本採集。在臺灣三十餘年，標本採集數為日籍學者中最豐富者。

## 著作
《臺灣藥用植物調查報告書》、《綱要臺灣民間藥用植物誌〉、《臺灣主要樹木方言集》、《臺灣植物名彙》、《臺灣林業部臘葉館目錄》